# NGC 6525
NGC 6525 é um aglomerado estelar aberto esparso na direção da constelação de Ofiúco. Foi descoberto pelo astrônomo inglês John Herschel em 1829. Há dúvidas se o sistema é de fato um aglomerado aberto ou apenas um asterismo.